# John Bull (kompositör)
John Bull, född omkring 1562, död 15 mars 1628, var en engelsk tonsättare.

## Biografi
Bull utbildades vid kungliga sångkapellet under Blitheman, blev organist vid katedralen i Hereford 1582, medlem av kungliga sångkapellet 1585 och Blithemans efterträdare som kapellorganist 1591. 1592 blev han doktor vid Cambridge och Oxford, och professor i musik vid Gresham college 1596. 1613 anställdes Bull som organist hos ärkehertig Albrecht i Bryssel och 1617 som organist vid katedralen i Antwerpen. 
Han komponerade madrigaler, anthems och motetter, men sin största insats gjorde han på klavermusikens område. Han är en av de berömda virginalisterna på elisabetansk tid, vilkas kompositioner bildar grundvalen för den moderna klaverstilen och själva utgör klavermusikens första klassiska period. Bulls klaverstycken finns i riklig mängd i samtida manuskript som Fitzwilliam Virginal Book, Forster's Virginal Book och Parthenia.